# Thomas Watson-Wentworth (1er marquis de Rockingham)
Thomas Watson-Wentworth (13 novembre 1693 - 14 décembre 1750) est un homme politique britannique whig qui siégea à la Chambre des communes de 1715 à 1728 à la Chambre des Lords en tant que baron Malton.

## Biographie

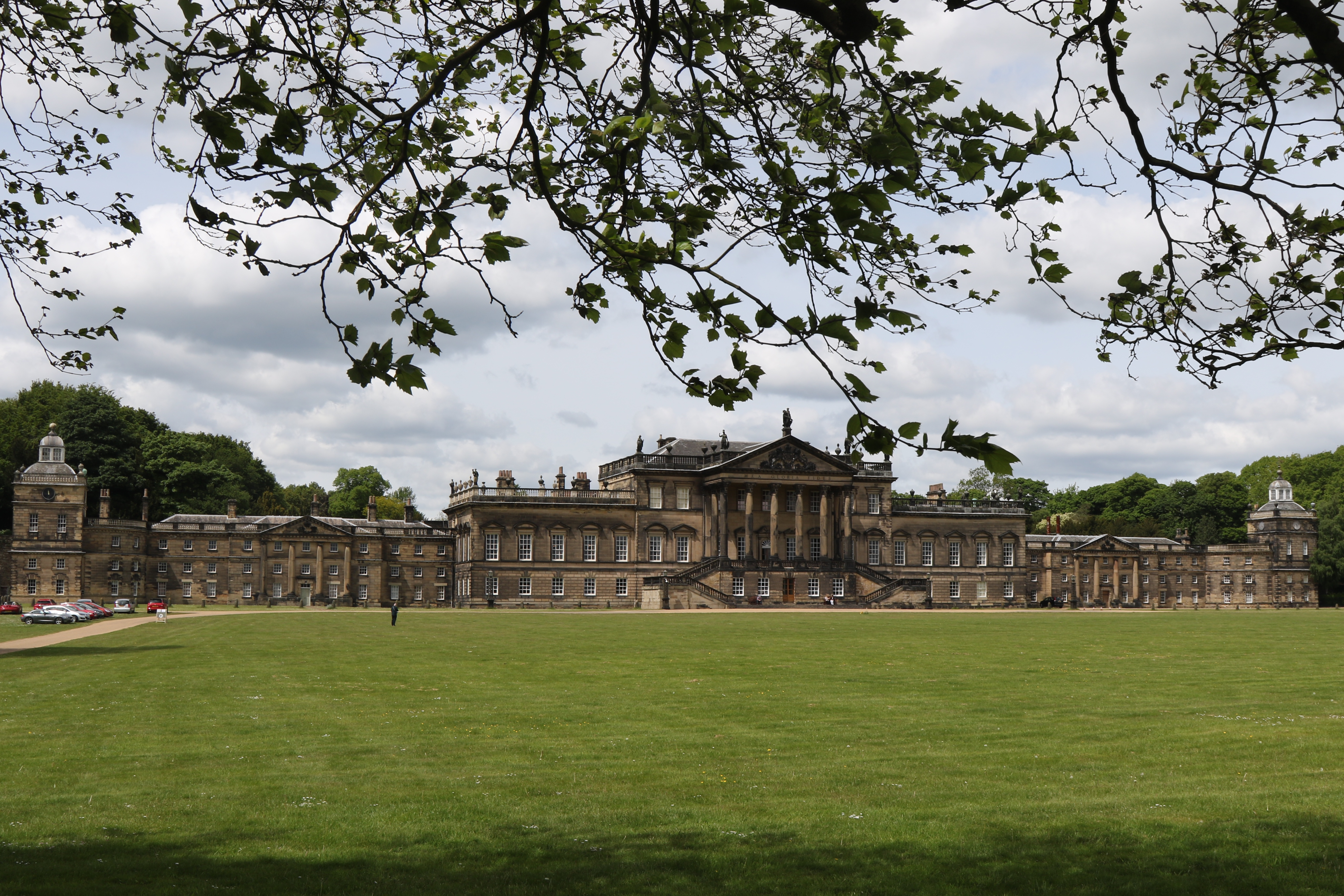
Wentworth Woodhouse

Il est né à Tidmington, Worcestershire, fils unique et héritier de Thomas Watson-Wentworth, troisième fils d'Edward Watson, 2e baron Rockingham) et son épouse, Alice Proby, fille de Sir Thomas Proby, 1er baronnet. Il fut admis au St John's College de Cambridge le 15 mai 1707 et obtint une maîtrise en 1708. En 1708, il achète Hallfield House, près de Sheffield. Le 22 septembre 1716, il épousa Lady Mary Finch, fille de Daniel Finch (2e comte de Nottingham), et de sa deuxième épouse, Ann Hatton. Il a succédé à son père à Wentworth Woodhouse en 1723, transformant la maison sous sa forme actuelle.

## Carrière
Aux élections générales de 1715, il est élu député de l'arrondissement familial de Malton. Il est réélu à nouveau sans opposition aux élections générales de 1722. À la mort de son père en 1723, il s'installe à la tête des Whigs du Yorkshire. En 1725, il est nommé Chevalier du bain. Aux élections générales de 1727, il est élu député du Yorkshire sans opposition. En 1728, il est créé baron Malton et quitte son siège à la Chambre des communes.
À l'époque, à présent Lord Malton, il brule délibérément la plupart des manuscrits laissés par l'antiquaire du XVIIe siècle, Richard Gascoigne ; cet acte est attribué aux conseils juridiques de son avocat. Admis au Conseil privé d'Irlande en 1733, il est Lord Lieutenant du West Riding of Yorkshire de 1733 à 1750. En 1734, il est créé comte de Malton et, en 1746, marquis de Rockingham. Il hérite de la baronnie de Rockingham et du château de Rockingham de son cousin, Thomas Watson (3e comte de Rockingham) en 1746

## Famille

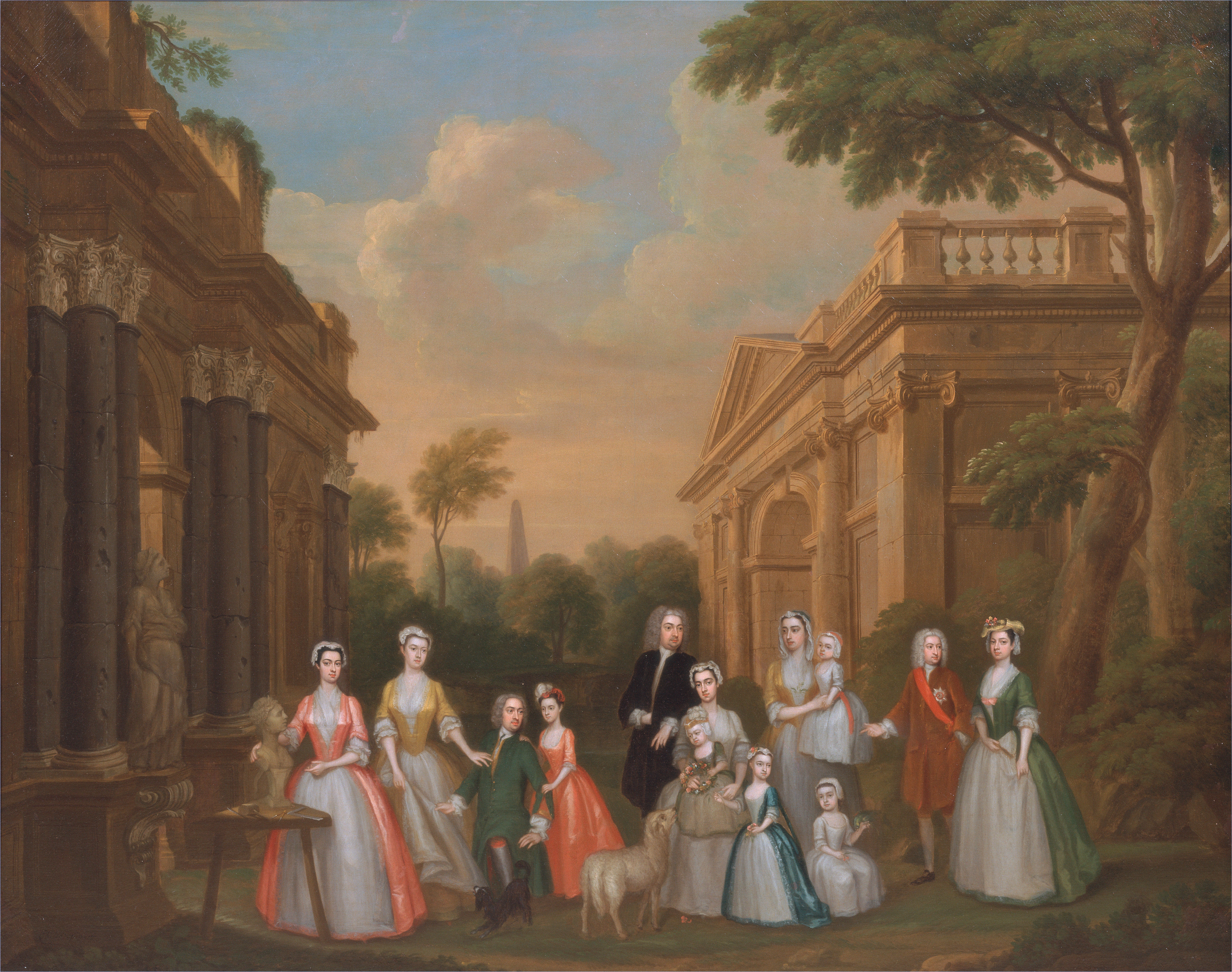
Les familles Watson-Wentworth et Finch (Charles Philips, c. 1732)

Il meurt le 14 décembre 1750, selon Walpole, « noyé dans le claret » et est enterré à York Minster. Lui et sa femme Mary ont eu cinq enfants :
- William, vicomte Higham (1728-1739) ;
- Charles Watson-Wentworth (1730-1782), Premier ministre du Royaume-Uni ;
- Anne (décédée en 1769), épouse William Fitzwilliam (3e comte Fitzwilliam) ;
- Mary, mariée à John Milbanke ;
- Henrietta Alicia, mariée à William Sturgeon, morte le 30 août 1789 à Rouen[4].